# GAZ-53
GAZ-53 a fost un camion produs de GAZ din 1961 până în 1993. Camionul a fost produs și de producătorul auto bulgar numit Madara Corporation din 1968 până în 2019. Peste 4 milioane de unități ale camionului au fost vândute și este considerat unul dintre Cel mai de succes camion al Uniunii Sovietice. Designul camionului s-a bazat pe Chevrolet Advance Design, care a fost foarte popular în Statele Unite datorită designului său.

## Istoric
În 1956, GAZ a observat popularitatea imensă a camioanelor Chevrolet Advance Design din America, iar fabrica a importat unul dintre aceste camioane din America pentru a studia designul său. Au început să proiecteze un nou camion numit GAZ-93R care folosea cabina Chevrolet Advance Design, dar avea o suspensie mai puternică și un pat mai mic decât camionul american original pe care îl folosea ca bază. Primele prototipuri ale vehiculului au fost create în 1958. În 1961, GAZ a decis să redenumească camionul în GAZ-53. De data aceasta, cabina sa nu era direct de la Chevrolet Advance Design, dar avea o estetică de stil similară.
Camionul a fost eliberat câteva luni mai târziu și a fost produs alături de vechiul GAZ-51. În 1962 s-au vândut aproximativ 100.000 de unități ale camionului și a devenit rapid foarte popular, în 1968 camionul a fost asamblat și în Bulgaria de la Madara Corporation. În 1975 GAZ-51 a fost întrerupt în favoarea succesorului său mai modern. Când Ford a aflat că GAZ folosea un vehicul General Motors pentru noul lor camion în loc de unul Ford, au decis să cumpere compania și să o controleze pe deplin. Camionul a fost întrerupt în Uniunea Sovietică în 1993, dar producția în Madara a continuat până în 2019.